# KrAZ
KrAZ tudi AvtoKrAZ (ukrajinsko Кременчуцький автомобільний завод, Kremenčuc'kyj Avtomobil'nyj Zavod) je ukrajinski proizvajalec tovornjakov in drugih namenskih vozil. Podjetje je znano po sposobnih izvencestnih (offroad) tovornjakih. Podjetje je bilo ustanovljeno 31. avgusta 1945. Sprva so proizvajali mehanske mostove, kasneje tudi kombajne in druge kmetijske stroje. Januarja 2006 je proizvodne linije zapustil 800.000 tovornjak. 

## Produkti

### Civilna vozila
- KrAZ-255 -
- KrAZ-5133B2 - 4x2 - 330 hp (246 kW)
- KrAZ-6510 - 4x4 or 6x4 - 240 hp (179 kW) e
- KrAZ-65055 - 6x6 - 330 hp (246 kW)
- KrAZ-65032 - 6x6 kiper - 330 hp (246 kW)
- KrAZ-6130С4 - 6x6 kiper - 330 hp (246 kW)
- KrAZ-7133С4 - 4-osni (8x4) kiper
- KrAZ-7140 - 4-osni (8x6)
- KrAZ-65053 - 330 hp (246 kW)
- KrAZ-65101 - 240 hp (179 kW)
- KrAZ-7634 -  8x8 - 400 hp (298 kW)

### Šasije
- KrAZ-5133H2 - 4x2 - 330 hp (246 kW)
- KrAZ-7133H4 - 8x4
- KrAZ-7140H6 - 8x6 - 400 hp (298 kW)
- KrAZ-63221 - 6x6
- KrAZ-65053  - 330 hp (246 kW)
- KrAZ-65101 - 240 hp (179 kW)

### Vlačilci
- KrAZ-5444 - 2-osni - 330 hp (246 kW)
- KrAZ-6140TE - 3-osni - 400 hp (298 kW)
- KrAZ-6443 - 3-osni
- KrAZ-6446 - 3-osni
- KrAZ-64431 - 3-osni

### Vojaška vozila
- KrAZ-5233BE 4x4 - 330 hp (246 kW)
- KrAZ-6322 6x6 - 330 hp (246 kW)
- KrAZ-6135B6 6x6 - 350 hp (261 kW)

### Druga vozila
- KrAZ-6133M6 - za prevoz lesa
- KrAZ-64372 - za prevoz lesa
- KrAZ-6233R4 - hruška (za mešanje betona)
- KrAZ-6333R4 - hruška
- KrAZ-7133R4 - hruška
- KrAZ-65055DM - kiper, plužilnik

### Oklepna vozila
- KrAZ Spartan - 4x4
- KrAZ Cougar - 4x4
- KrAZ-ASV Panther - MRAP
- KrAZ-MPV Shrek One - MRAP
- KrAZ-6322 Raptor - 6x6

## Galerija
- KrAZ-214 s PMP pontonskih mostom
- KrAZ-214 s PMP pontonskih mostom
- KrAZ-255 s TMM mostom
- KrAZ-255s TMM mostom
- KrAZ-255B
- KrAZ-256
- KrAZ-258-Sattelzug
- Iraški KrAZ-6322 tr
- KrAZ Spartan
- KrAZ Cougar